# François Lapous
François Lapous est un nom porté par deux orfèvres bretons, père et fils, exerçant à Morlaix aux XVIe siècle et XVIIe siècle.  
Leurs productions respectives ne sont pas toujours faciles à distinguer, mais on trouve parfois la mention de « François Lapous le Père » et de « François Lapous fils ».  
Certaines de leurs oeuvres se classent parmi les plus belles réalisations d'orfèvrerie de Basse-Bretagne, comme le calice de Primelin ou plusieurs pièces du Trésor de Saint-Jean-du-Doigt. 

## Poinçons
Le poinçon identifiant les deux orfèvres est le poinçon de maître « FL », avec un différent entre les lettres, surmontées d'un oiseau de profil. Le différent permet de distinguer les deux orfèvres :
- François Lapous père aurait pour différent une étoile[1],[2] (l'option la plus souvent considérée) ou une couronne[3] ;
- François Lapous fils aurait pour différent une moucheture d'hermine[4],[5].

## Réalisations remarquables

### François Lapous père
Le père aurait exercé principalement au 4e quart du XVIe siècle et au 1er quart du XVIIe siècle. 
À Guimaëc (Finistère), un calice et sa patène en argent ciselé et doré, portant l'inscription « I ANA VALO I KVL IO 1583 » sous le pied. Le calice a été classé au titre des monuments historiques le 14 juin 1955, la patène est, elle, classée au titre d'objet le 5 octobre 1995 après avoir été inscrite le 5 juillet 1994.
En l'église Saint-Pierre de Plouzévédé, un calice en argent doré portant sur le pied une inscription concernant son propriétaire : « A YVES PARTEVAUX APPARTIENT CE CALICE 1604 »  : Ce calice est classé au titre objet des monuments historiques le 26 novembre 1999.
Conservé en l'église Saint-Primel de Primelin (Finistère), un calice fabriqué entre 1585 et 1622 (ou estimé vers 1620) pour la chapelle de Saint-Tugen. En argent repoussé, ciselé et gravé, doré et émaillé, et doté d'une fausse coupe ; son décor du calice est très riche. Le nœud du calice présente sur deux étages des niches où se trouvent 12 statuettes représentant les apôtres. Un évêque, identifié comme « STUJAN » en phylactère et « TVGAN » sur le marli), est également représenté. La patène, d'origine inconnue, date du XVe siècle. Ce calice a été classé au titre objet des monuments historiques le 26 avril 1947. Il fait partie des plus belles pièces d'orfèvrerie de Basse-Bretagne.
Pour l'église Saint-Thurien de Plogonnec, une patène en argent datée de 1620. La patène a fait l'objet d'une inscription au titre des monuments historiques le 9 janvier 1990, puis d'une classement le 12 avril 1991.
Pour l'église Notre-Dame du Bon-Secours de Guingamp (Côtes-d'Armor), un calice et sa patène en argent doré, fondu et ciselé. Sa base est ornée de palmettes repercées. Une inscription est présente sous le pied : « Légué par olivier le Barazer et fourn.. ont fourni ce présent guallice l'an 1630 à la paroisse de Pouye ». Le poinçon de maître situé sous la coupe est celui de François Lapous père. Le calice et sa patène font l'objet d'un classement au titre des monuments historiques depuis le 22 septembre.
Pour l'église Saint-Sauveur du Faou, un calice en argent repoussé et ciselé présentant de nombreuses ornementations, avec une fausse coupe entièrement dorée. Dans le pied se trouve l'inscription : « pour Sct Sauveur du Faou, 1648 ». Bien que ce calice soit une réalisation de François Lapous, la fausse coupe est un ajout postérieur (ou un remplacement) exécuté par l'orfèvre parisien Capello-Morel, ayant exercé dans la troisième moitié du XIXe siècle (poinçon : M en pointe, deux pipes en croix et deux étoiles).

### François Lapous fils

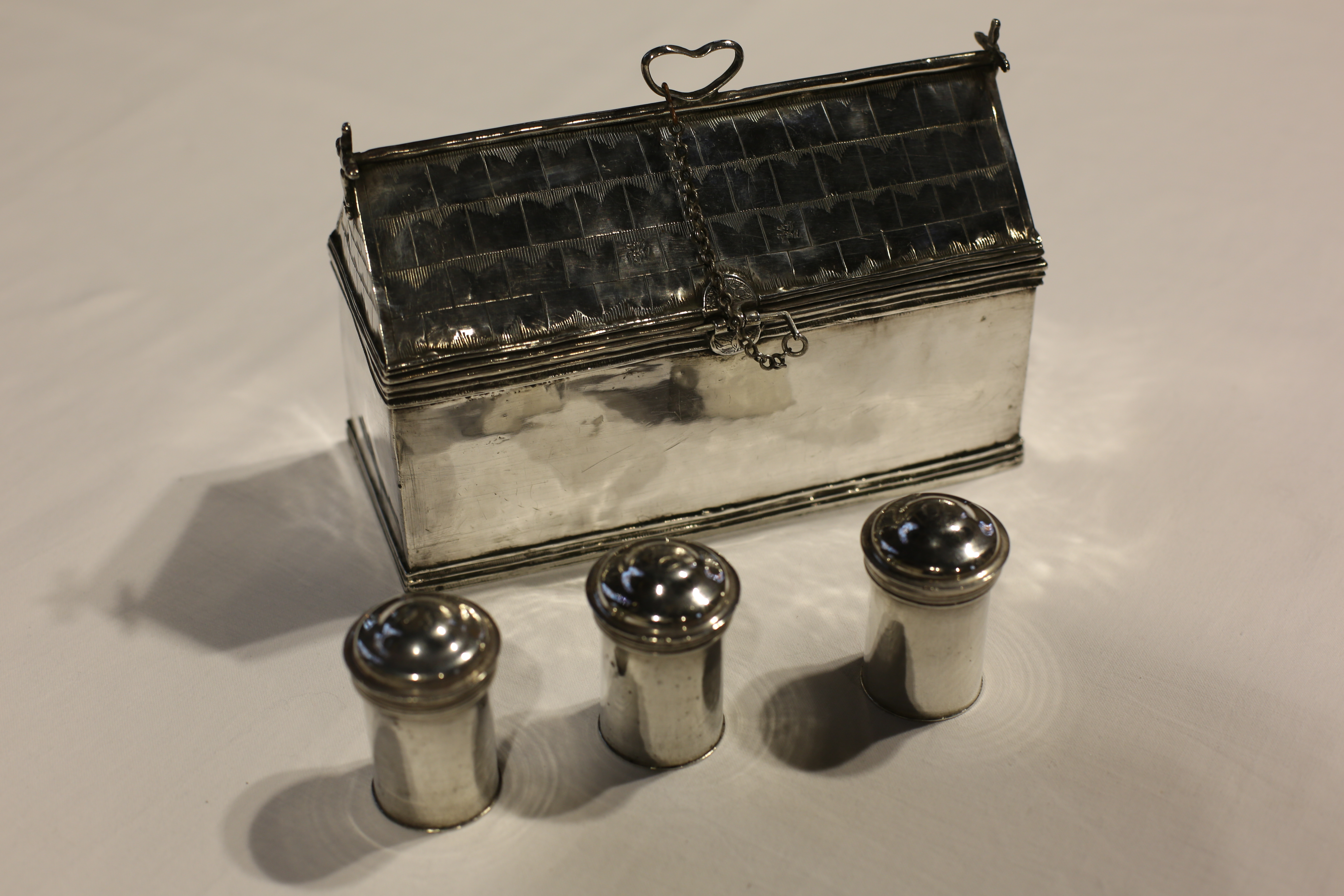
Coffret aux saintes huiles attribué à François Lapous Fils, trésor de Saint-Jean-du-Doigt.

Pour le trésor de Saint-Jean-du-Doigt, un coffret aux saintes huiles en argent, daté du début du XVIIe siècle ou du XVIIe siècle, portant par deux fois un poinçon de maître, probablement celui de François Lapous fils ; classé au titre objet des monuments historiques le 14 juin 1955.

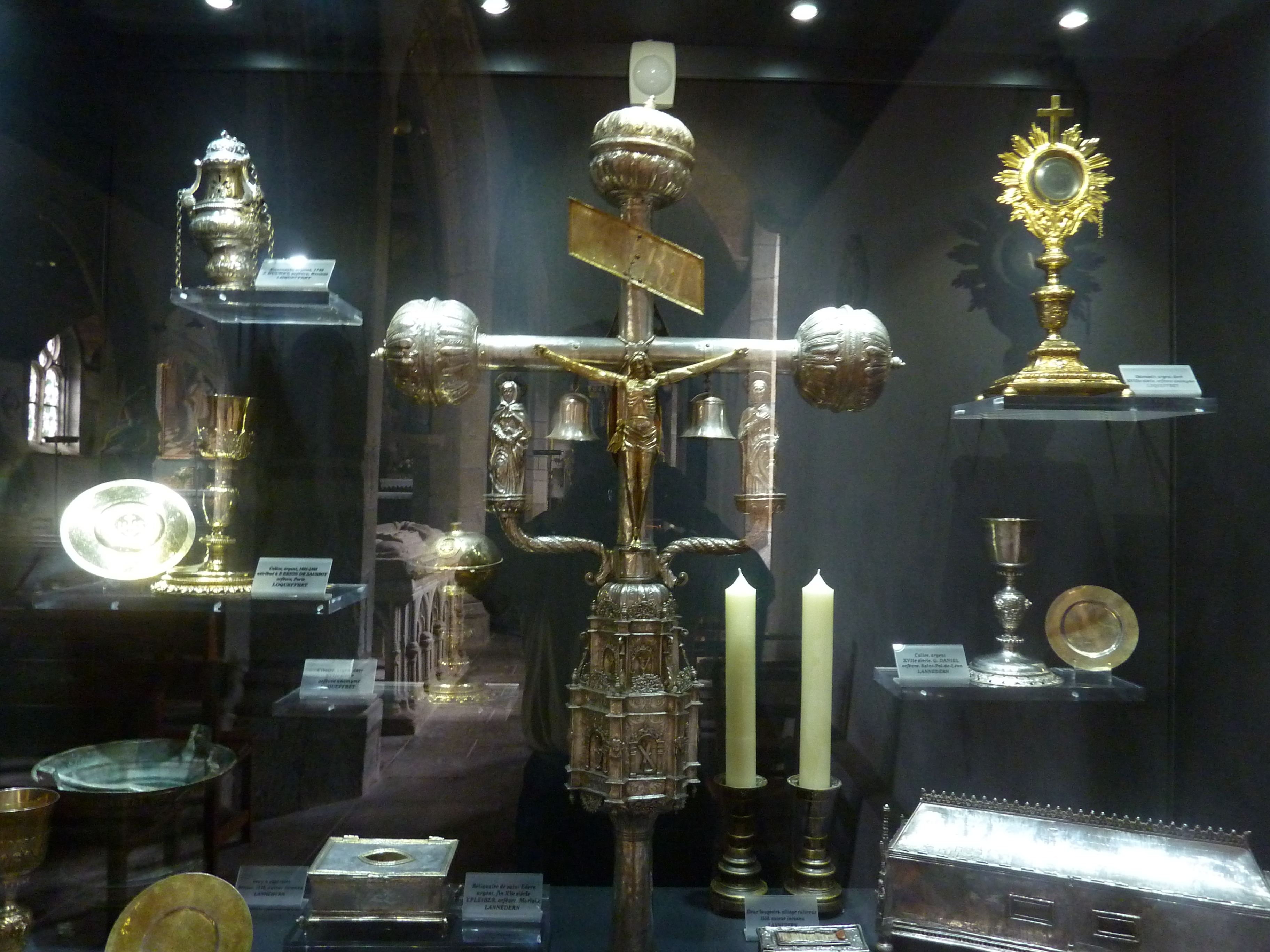
Croix de procession de Lannédern

Pour l'église Saint-Edern de Lannédern, une croix de procession en argent portant une inscription sur le pied « FET LE JOUR 19 DAvril 1620 » ainsi que les armes de la famille de Legormel « seigneurs des Touralles en Larm'abern » (dédicace au dessus de l'écusson). L'une des clochettes, à gauche du Christ, a été volée en 1972. La croix fait l'objet d'un classement au titre des monuments historiques depuis le 14 juin 1898.

### Réalisations non attribuées ou auteur non précisé

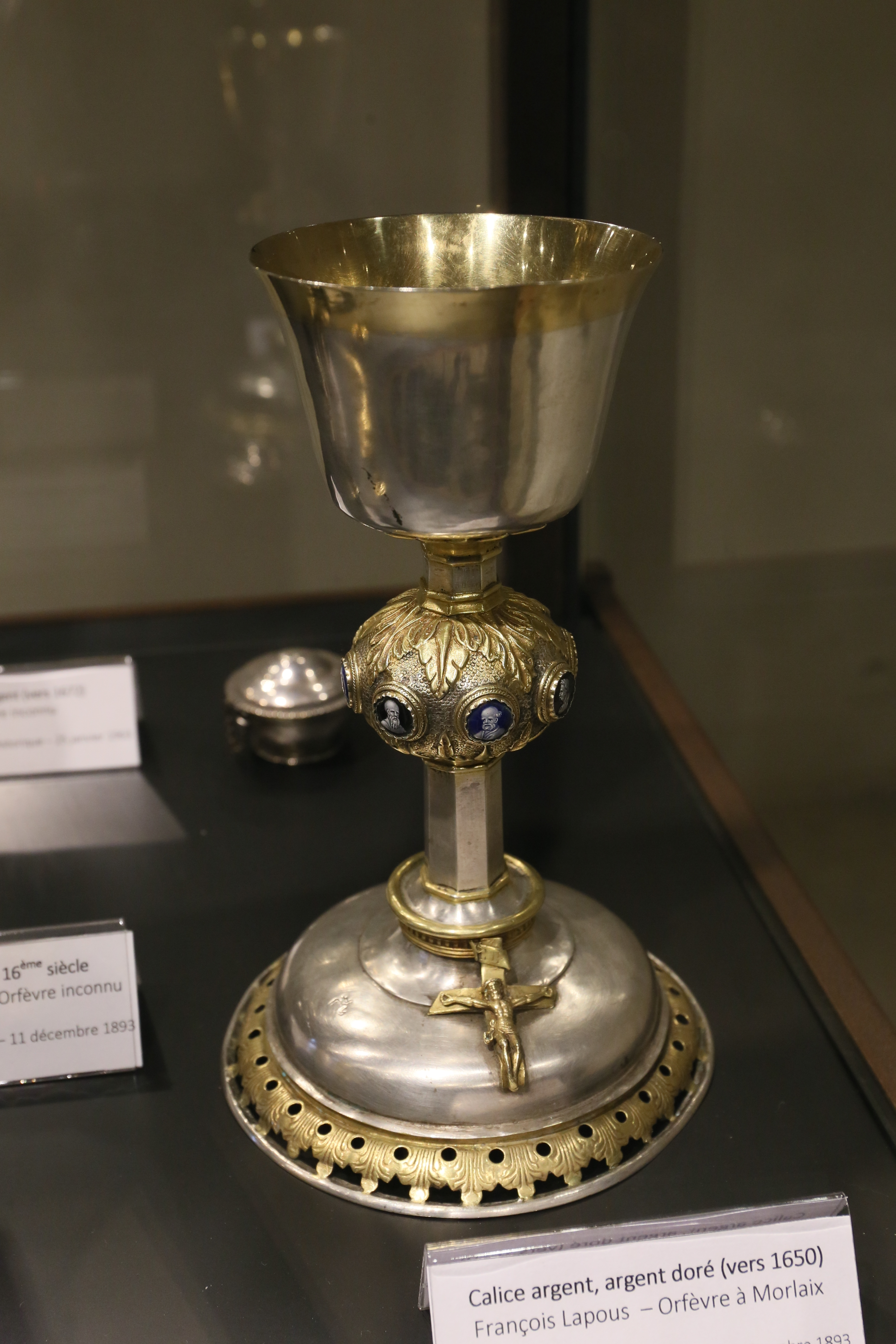
Calice présent dans le trésor de Saint-Jean-du-Doigt.

En l'église paroissiale Saint-Divy, un calice et sa patène en argent, du XVIIe siècle. Des armoiries sont gravées sur le pied du calice et sur la patène. L'ensemble a été classé au titre objet des monuments historiques le 17 septembre 1957.
En l'église Saint-Suliau de Sizun, un chef-reliquaire en argent doré, pourtant l'inscription « FAICT LAN 1625 POVR SERVIR A MONSIEVR S CILLIAV PAROYSE DE SIZUN », classé au titre objet des monuments historiques le 17 septembre 1957.
Pour le trésor de Saint-Jean-du-Doigt, le calice dit « n°2 » en argent doré et émaux peints, datant du XVIe siècle (ou du début du XVIIe siècle), classé au titre d'objet des monuments historiques le 11 décembre 1893. Sa confection est attribuée à François Lapous, sans savoir s'il s'agit du père ou du fils, le différent n'étant pas visible . Il présente un pied arrondi à frise de palmettes estampées, un nœud avec huit petits émaux noirs et une coupe unie évasée. Sa patène est datée de 1647.